# Wentworth by the Sea

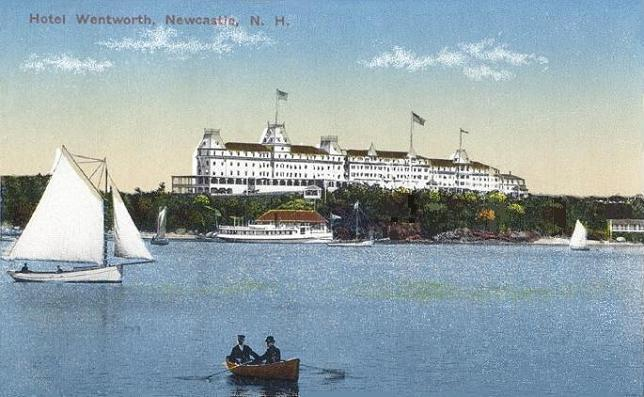
El Wentworth en 1906

The Wentworth es un hotel resort historico en New Castle, New Hampshire, EE. UU. gestionado por Ocean Properties como el  "Wentworth by the Sea, A Marriott Hotel & Spa". Es uno de los grandes hoteles de la Gilded Age, y el último localizado en la costa.
Wentworth by the Sea es miembro de Historic Hotels of America, el programa oficial del National Trust for Historic Preservation.

## Historia

Negociación del Tratado de Portsmouth (1905). De izquierda a derecha: los rusos del otro lado de la mesa son Korostovetz, Nabokov, Witte, Rosen, Plancon; los japoneses en el lado cercano de la mesa son Adachi, Ochiai, Komura, Takahira, Satō. La gran mesa de conferencias se conserva hoy en el Museo Meiji Mura en Inuyama, Prefectura de Aichi, Japón.

El Wentworth fue construido en 1874 por Daniel Chase, un destilador de Somerville, Massachusetts, y durante los primeros dos años se llamó Wentworth Hall. Fue comprado por Frank Jones en 1879 y ampliado al estilo del Segundo Imperio . Con la muerte de Jones, el hotel se vendió en 1902.
En 1905, el hotel albergó a las delegaciones rusa y japonesa que firmaron el Tratado de Portsmouth para poner fin a la guerra ruso-japonesa . El presidente de los Estados Unidos, Theodore Roosevelt, sugirió las conversaciones de paz y ganó el Premio Nobel de la Paz por sus acciones. Ambas delegaciones fueron recibidas sin cargo, y el albacea de Frank Jones, el juez Calvin Page, brindó la hospitalidad tal como lo estipuló Jones. El documento final se firmó en el Astillero Naval de Portsmouth, donde se llevaron a cabo negociaciones formales, pero se redactó el texto final del tratado y se firmó el armisticio que puso fin a la lucha en The Wentworth. Además, los japoneses organizaron un "International Love Fest" en el hotel con motivo de la firma.
Después de varios propietarios, Harry Beckwith lo compró  en 1920 y lo dirigió durante 25 años. En 1946, fue adquirida por Margaret y James Barker Smith por 200.000 dólares. El 4 de julio de 1964, Emerson y Jane Reed se convirtieron en los primeros afroamericanos en superar la política de segregación del hotel, cenando en su restaurante.

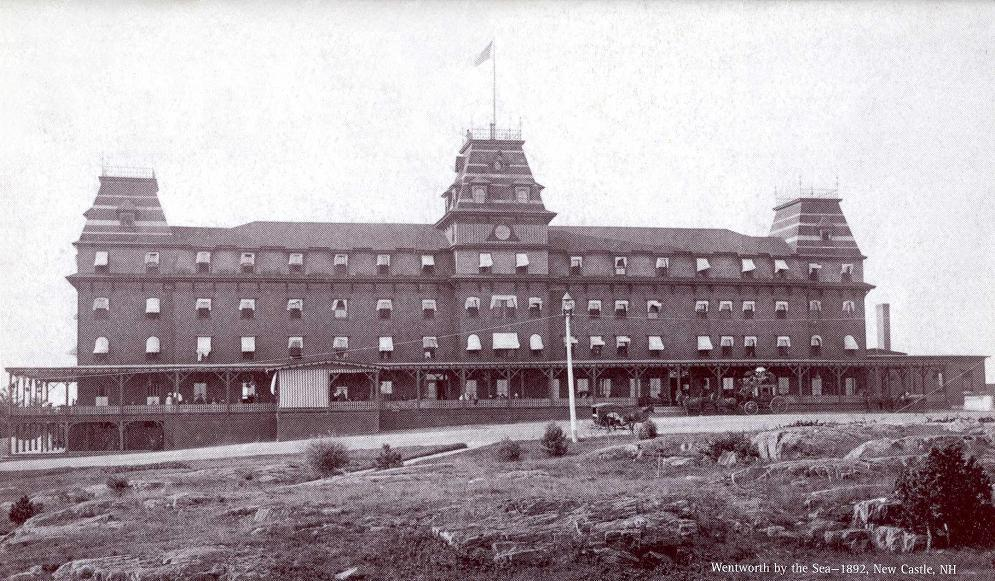
El Wentworth en 1892

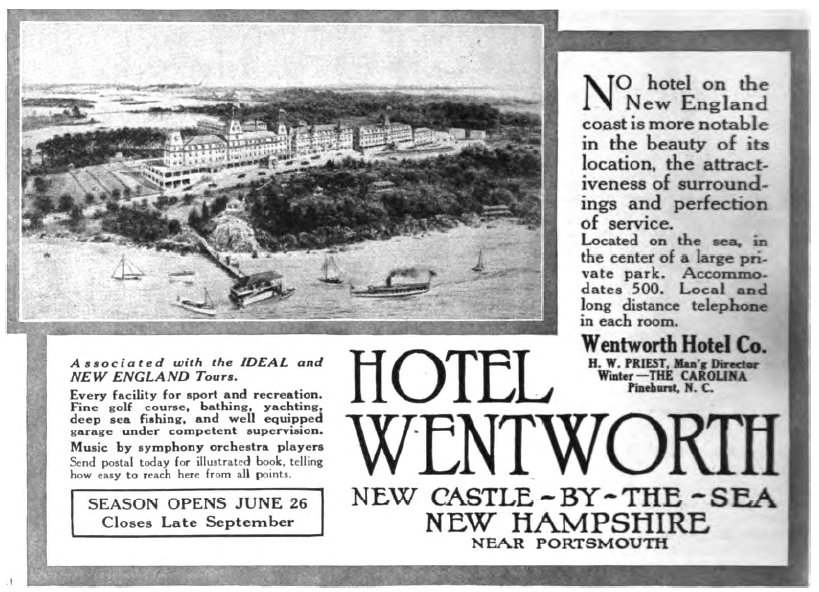
Un anuncio de hotel en la edición de 1915 de Scribner's Magazine

Con fortunas en declive y cambios de propietarios, cerró en 1982. Un grupo local, Friends of the Wentworth, se formó y trató de preservarlo. Cuando no pudieron encontrar suficiente apoyo, Alan Green, presidente de Green Corporation (propietaria del hotel en ese momento), anunció su demolición planificada en 1995. Se llamó la atención sobre la difícil situación del hotel victoriano cuando apareció en la lista de los lugares más amenazados de Estados Unidos del National Trust for Historic Preservation (NTHP) y en la lista de los lugares más amenazados de Estados Unidos del HistoryHistory Channel al año siguiente. Esto pospuso la demolición lo suficiente como para identificar un comprador, y Ocean Properties, una empresa de gestión hotelera con sede en Portsmouth, adquirió la propiedad en 1997. Posteriormente, fue renovado, reabierto en 2003 y es operado por Ocean Properties como un resort Marriott. Es miembro del National Trust for Historic Preservation's Historic Hotels of America.
El Wentworth by the Sea Country Club, ahora independiente, alberga el campo de golf que fue diseñado inicialmente por George Wright en 1897, ampliado por Donald Ross en 1921 y ampliado a 18 hoyos por Geoffrey Cornish en 1964. El puerto deportivo de Wentworth también funciona de forma independiente y da la bienvenida a los huéspedes del hotel Wentworth.
Mientras estaba vacío y abandonado, se utilizó como escenario para la película de 1999, In Dreams, protagonizada por Robert Downey, Jr. y Annette Bening.

## Otras lecturas
- Dennis Robinson, Wentworth junto al mar. La vida y los tiempos de un gran hotel . Editor: Peter E. Randall (1 de abril de 2004),ISBN 1-931807-21-3 ,ISBN 978-1-931807-21-0 .
- Sue Chapman Melanson: Wentworth-By-the-Sea, 1969: una novela . Editor: Palibrio (10 de diciembre de 2000),ISBN 978-0-7388-4415-2